# Eileen Sharp

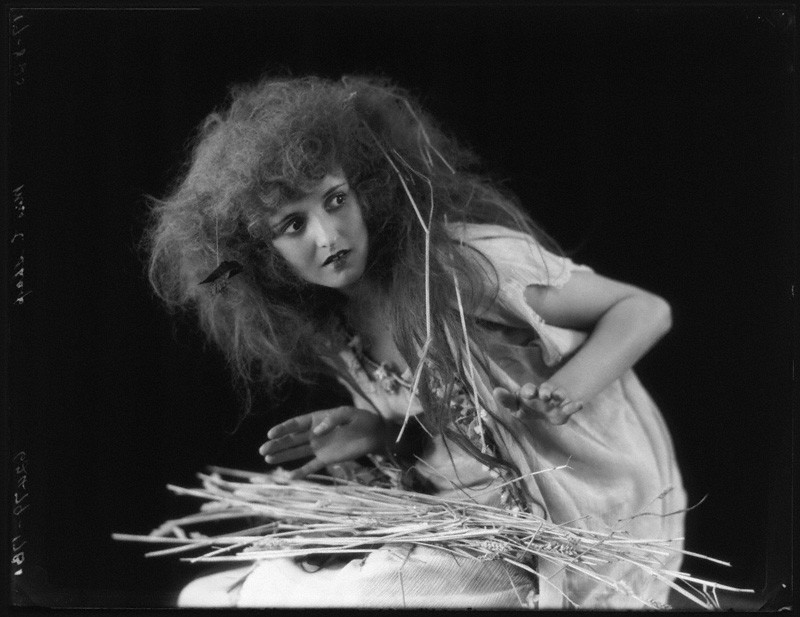
Afiada como Louco, Margaret em ruddy gore (1923)

Eileen Nora Sharp (20 de setembro de 1900 – 25 de Março de 1958) foi uma cantora inglesa e actriz, provavelmente mais conhecida como o principal mezzo-soprano com a Companhia de Ópera d'Oyly Carte de 1923 a 1925. Ela continuou a atuar alguns anos depois, no West End e na turnê, mas ela deixou o palco depois de casar em 1928, fazendo algumas aparições na década de 1930 na rádio e na televisão.

## Início da vida e D'Oyly Carte
Sharp nasceu em Brighton, no ano de 1900, filha de Louisa Jane (nascida Newman; 1869-1911) e Ernest Alfred Sharp (1867–c. 1918 1918), um mercador de carvão. O seu irmão mais velho, Ernest Granville Sharp (c. 1896-1916), foi morto na Batalha de Gommecourt em 1916. Depois de estudar no Royal College of Music em Londres, onde ela foi premiada com uma bolsa de estudos, Sharp fez a sua estreia nos palcos em dezembro de 1921 com a A Senhora da Rosa, no Teatro Príncipe, em Manchester, num coro de função.
Em Março de 1922, com a idade de 21 anos, ela foi contratada pela Companhia de Ópera D'Oyly Carte e foi imediatamente lançada nas pequenas funções de Kate em Os Piratas de Penzance, a fada Leila em Iolanthe, Peep-Bo em O Mikado, Ruth em ruddy gore e Vittoria em O Gondoleiros. A partir de agosto de 1922 até meados de 1923 Sharpcontinuou a desempenhar todas essas funções, a adição de uma outra pequena parte para o seu repertório, a Saphir em Paciência. Ela também estudou um pouco a principal mezzo-soprano Catherine Ferguson, ocasionalmente cantanto o seu papel de: Constança, O Feiticeiro, Primo de Hebe no H.M.S. Pinafore, Edith em Piratas, Angela de Paciência, o papel-título em Iolanthe, Melissa, em Princesa Ida, Pitti-Cantar O Mikado, Margaret em ruddy gore, Phoebe em Os Yeomen da Guarda e Tessa em Os Gondoleiros. Quando Ferguson deixou a empresa em julho de 1923 Sharp se tornou a e mezzo-soprano principal da empresa, a cantar esses papeis (originalmente com exceção de Edith, que ela assumiu a partir de agosto de 1924), realizando-os no repertório até junho de 1925, e tornando-se popular com o público.

Sua aparência e maneira de agir ganhou ps elogios dos críticos, embora o seu canto veio também para a crítica. Ao escrever em O Sabóia, R. F. Bourne disse a seu desempenho como louco, Margaret em ruddy gore:

Sua interpretação de Margaret foi brilhante, a partir da sua eletrizante entrada no Ato 1 e a sua proposta e patético "To a Garden Full of Posies", para o seu mal controlada principal em "I Once Was a Very Abandoned Person", sucedido por seuas repetidas explosões no diálogo que se seguiu.

Ela gravou dois dos seus papéis com D'Oyly Carte para HMV: Mad Margaret em ruddy gore (1924) e Melissa na Princesa Ida (1925).

## Anos depois
Em 1925 Sharp deixou a Companhia de Ópera D'Oyly Carte, e durante os próximos anos, ela apareceu em vários produções de  Londres e em turnê. Em 1925, ela interpretou a empregada no Show em St. Martin's Theatre, em Ata, numa adaptação da Lua e Sixpence no Novo Teatro, e Posy (de 1925 a 1926) em Quinney no Novo Teatro. Mais tarde, em 1926, ela foi Myriem em Prince Fazil no Novo Teatro, e em 1927, ela cantou Adrienne na Noël Coward A Marquise no Teatro Critério. Da sua aparição na Marquise, a co-estrela de Godfrey Winn escreveu:

É sempre uma provação para ter a cena de abertura cantar na primeira noite, mas nesta ocasião [a cena foi muito ajudada pelo borbulhanço patético da despreocupação do [Sharp]. Eileen Sharp era tão bonita e natural que eu teria imaginado que ninguém poderia ter encontrado uma falha com ela, mas infelizmente ela foi uma fonte de risos incorrigível, e ambos foram relatados por este crime hediondo em uma de nossas cenas juntos.

Em 1928 ela cantou Penélope Hillcourt em Down Wind no Teatro de Artes. No mesmo ano, ela casou com o Dr. Douglas Clive Shields (1902-1976), um médico consultor Escocês, em Paddington, em Londres. Eles tiveram dois filhos: Bryan Douglas Clive Shields (nascido em 1933) e Rodney Mark Shields (nascido em 1935). Em 1938 Sharp apareceu como Mavis Wilson no Amor de um Estranho, um jogo ao vivo na Televisão da BBC dirigido por George More O'Ferrall. Ela também atuou em vários dramas da BBC Rádio durante a década de 1930.
Sharp morreu com 57 anos de uma hemorragia cerebral em Wimbledon, em 1958. Ela foi enterrada no túmulo da família Shields no Cemitério de Kensal Green, em Londres. No seu testamento, deixou £458 1s 4d para o seu marido.